# 館敬介
館 敬介（たて けいすけ、1925年1月5日 - ）は、日本の男性俳優、声優。旧芸名：舘 敬介（読みは同じ）。東京府（現・東京都）出身。

## 来歴
旧制松江高等学校卒業。京都大学哲学科出身。
1946年に劇団くるみ座に入団。1947年にNHK大阪放送局にてテレビデビュー。1953年に劇団民藝入団を経て、東京タレントクラブの創立に参加。東京タレントクラブの発展により誕生したグループ・てえぶらに所属し、その後は東京俳優生活協同組合、小日向事務所、新和プロ、田中事務所に所属。

## 出演作品

### テレビドラマ
- 事件記者（1958年 - 1966年、NHK） - 湯浅現場主任
- ダイヤル110番（1958年、NTV）
- NHK大河ドラマ
  - 花の生涯（1963年） - 下田奉行所下役人
  - 天と地と（1969年） - 岩吉
- 第7の男（1965年、CX）
- 特別機動捜査隊（1965年、NET）
- 三匹の侍第3シリーズ 第17話「狂犬狩り」（1966年、CX）
- ローンウルフ 一匹狼 第24話「受験生ブルース」（1968年、NET）
- 不信のとき（1968年、NET）
- 怪奇大作戦 第7話「青い血の女」（1968年、TBS） - 刑事
- バンパイヤ（1968年 - 1969年、CX） - 立川
- 裸の町 第8話「東から来た男」（1968年、NET / 東映）
- 五人の野武士 第10話「狼火は砦にあがる」（1968年、NTV）
- 東京コンバット 第16話「影への挑戦」（1969年、CX / 東宝）
- 鬼平犯科帳 第42話「恋文」 （1970年、NET / 東宝） - 不知火の惣兵衛
- 宇宙猿人ゴリ（1971年、CX） - 立花老人
- 人形佐七捕物帳 第12話「鶴の千番」（1971年、NET / 東宝） - 種貞
- NHK銀河ドラマ
  - 霧の旗（1972年） - ゴルフの男（レストランの客）
- ありがとう（1972年10月19日、TBS / テレパック） 第2シリーズ 第39話 - 岡本

### 映画
- 俺は待ってるぜ（1957年、日活） - 移民局の事務員
- 女侠一代（1958年、松竹） - 音吉
- 二等兵物語 万事要領の巻（1959年、松竹） - 川北軍曹
- 伴淳の駐在日記（1960年、松竹） - 豊松
- 江戸の顔役（1960年、松竹） - 家臣九山典膳
- 流転（1960年、松竹） - 明珍楼の主人
- 闇法師（1960年、松竹） - 岡ッ引金兵衛
- こつまなんきん（1960年、松竹） - 政治家風の男
- 新・二等兵物語 めでたく凱旋の巻（1961年、松竹） - 池田伍長
- とべない沈黙（1966年、東宝・ATG） - 刑事A
- 新・事件記者 大都会の罠（1966年、東宝） - 湯浅主任
- 新・事件記者 殺意の丘（1966年、東宝） - 湯浅主任
- 喜劇 駅前競馬（1966年、東宝） - 駒山
- 首（1968年、東宝） - 橋岡次席検事

### 舞台
- 地球は円い（1957年、劇団七曜会） - ミニュテルノ※浦川弘名義[6]

### テレビアニメ
- 狼少年ケン（1964年）
- さるとびエッちゃん（1972年）

### 吹き替え

#### 映画
- ハスラー（テレビ朝日版）（ミネソタ・ファッツ）

#### ドラマ
- アウター・リミッツ（1963年版）（トーマス・シロレオ、バークレー司令官）
- スパイ大作戦
  - 第二の防衛配置図（ドブロフ大佐）
  - 暗号名“キタラ”（祖父）
  - 巨大シンジケートをたたきつぶせ！（レオナード、守衛）
  - 将軍の仮面をはがせ（“将軍”）
  - 暗殺計画ナイトフォール（ガーソン提督）
  - 王冠すりかえ大逆転（カーター）
- コンバット!
- ミステリーゾーン（ジンボウ・カブ[7]）

#### 人形劇
- サンダーバード 大ワニの襲撃（製薬会社重役・ブラックマー）
- スーパーカー 魔法の絨毯（アリフ・ベイ）